# 张瑞书
张瑞书（1963年8月—），河北献县人，汉族，中国共产党党员。曾任河北省秦皇岛市市委副书记、市长、第十三届全国人民代表大会河北地区代表。

## 生平
2018年2月24日，当选为第十三届全国人大代表。